# Delta Devils de Mississippi Valley State
Les Delta Devils de l'université d'État de la Vallée du Mississippi (en anglais : Mississippi Valley State Delta Devils) sont l'équipe sportive de l'université d'État de la Vallée du Mississippi (MVSU).
Ils participent dans de nombreux sports en Division I de la National Collegiate Athletic Association (NCAA), plus précisément dans la Southwestern Athletic Conference.
Leur principal stade est le Rice–Totten Field (en) (anciennement Magnolia Stadium). Il est nommé en l'honneur de deux footballeurs américains : Jerry Rice et Willie Totten.
Deacon Jones et Jerry Rice sont les deux Delta Devils les plus notables de l'histoire de l'équipe.